# Guvernul Vlad Filat (2)
Al doilea guvern Filat a fost un cabinet de miniștri care a guvernat Republica Moldova între 14 ianuarie 2011 și 30 mai 2013.

## Formarea celui de-al doilea guvern Filat
După demisia guvernului Vlad Filat (1) la 14 ianuarie 2011, Președintele interimar al Republicii Moldova, Marian Lupu, a semnat la data de 14 ianuarie 2011 un decret privind desemnarea domnului Vladimir Filat în calitate de candidat pentru funcția de Prim-ministru, a autorizat să întocmească programul de activitate și lista Guvernului și să le prezinte Parlamentului spre examinare și a adus la cunoștința deputaților, în cadrul ședinței plenare a Parlamentului, avansarea candidaturii lui Vladimir Filat la postul de Prim-ministru.
La data de 14 ianuarie 2011, noul guvern primește votul de încredere acordat de Parlament prin voturile a 59 deputați AIE (din 101 parlamentari). De asemenea a fost aprobat și programul de guvernare. Membrii guvernului au depus jurământul de credință în prezența președintelui interimar Marian Lupu.
Față de guvernul anterior, în noul guvern nu a mai intrat viceprim-ministrul Victor Osipov și miniștrii Valeriu Cosarciuc, Leonid Bujor și Alexandru Oleinic.

## Obiective și acțiuni
Guvernul a acționat în sensul apropierii de Uniunea Europeană și al liberalizării țării, în condițiile unei crize economice la nivel mondial. În primul său an de mandat, a fost semnat planul de acțiuni privind liberalizarea regimului, iar Republica Moldova a aderat la acordul privind spațiul aerian comun cu Uniunea, și după primul an urma să înceapă negocierile pentru crearea zonei de liber schimb. Guvernul a trebuit însă să majoreze unele taxe și impozite pentru echilibrarea bugetului și să ia unele măsuri catalogate de opoziție ca fiind antisociale, între acestea numărându-se programul de optimizare a școlilor și majorarea vârstei de pensionare pentru unele categorii de funcționari.

## Demisia guvernului
Pe data de 5 martie 2013 guvernul condus de Vladimir Filat a fost demis în urma unei moțiuni de cenzură, depuse de Partidul Comuniștilor. Pentru demiterea guvernului au votat 54 de deputați: 34 deputați PCRM, 15 deputați PD, 3 deputați PSRM și 2 deputați neafiliați (Mihai Godea și Sergiu Sîrbu). Contra moțiunii de cenzură au votat 31 de deputați PLDM și 3 deputați ai partidului «Renaștere». Fracțiunea Partidului Liberal (12 deputați) nu a participat la procedura de vot.
La 8 martie 2013 prim-ministru Vladimir Filat a prezentat Președintelui Republicii Moldova Nicolae Timofti demisia Guvernului. Președintele a acceptat cererea de demisie și a dispus ca guvernul demisionar să îndeplinească funcțiile de administrare a treburilor publice până la formarea noului Guvern.

## Componența cabinetului
| Minister                                                                 | Nume                     | Portret                                                                | Partid      | În funcție din   | Pînă la          |
| ------------------------------------------------------------------------ | ------------------------ | ---------------------------------------------------------------------- | ----------- | ---------------- | ---------------- |
| Prim-ministru                                                            | Vladimir Filat           | Vlad Filat 2010-09-15                                                  | PLDM        | 14 ianuarie 2011 | 25 aprilie 2013  |
| Prim-ministru                                                            | Iurie Leancă (interimar) | Iurie Leancă Senate of Poland                                          | PLDM        | 25 aprilie       | 31 mai 2013      |
| Miniștri                                                                 |                          |                                                                        |             |                  |                  |
| Viceprim-ministru, Ministru al Afacerilor Externe și Integrării Europene | Iurie Leancă             | Iurie Leancă Senate of Poland                                          | PLDM        | 14 ianuarie 2011 | 31 mai 2013      |
| Viceprim-ministru, Ministru al Economiei                                 | Valeriu Lazăr            | Valeriu Lazăr (2015-06-19)                                             | PDM         | 14 ianuarie 2011 | 31 mai 2013      |
| Viceprim-ministru pentru Reintegrare                                     | Eugen Carpov             | Eugen Carpov (2015-06-02)                                              | PLDM        | 14 ianuarie 2011 | 31 mai 2013      |
| Viceprim-ministru pentru Probleme Sociale                                | Mihai Moldovanu          |                                                                        | PL          | 14 ianuarie 2011 | 31 mai 2013      |
| Miniștri                                                                 |                          |                                                                        |             |                  |                  |
| Ministru al Finanțelor                                                   | Veaceslav Negruța        | Veaceslav Negruța (Accent TV video)                                    | PLDM        | 14 ianuarie 2011 | 31 mai 2013      |
| Ministru al Dezvoltării Regionale și Construcțiilor                      | Marcel Răducan           |                                                                        | PDM         | 14 ianuarie 2011 | 31 mai 2013      |
| Ministru al Agriculturii și Industriei Alimentare                        | Vasile Bumacov           | Vasile Bumacov                                                         | PLDM        | 14 ianuarie 2011 | 31 mai 2013      |
| Ministru al Mediului                                                     | Gheorghe Șalaru          | Gheorghe Salaru-IMG 3790                                               | PL          | 14 ianuarie 2011 | 31 mai 2013      |
| Ministru al Educației                                                    | Mihail Șleahtițchi       | FOTO Mihail Sleahtitchi                                                | PLDM        | 14 ianuarie 2011 | 24 iulie 2012    |
| Ministru al Educației                                                    | Maia Sandu               | Maia Sandu - MUS2559 (cropped)                                         | PLDM        | 24 iulie 2012    | 31 mai 2013      |
| Ministru al Sănătății                                                    | Andrei Usatîi            |                                                                        | PLDM        | 14 ianuarie 2011 | 31 mai 2013      |
| Ministru al Muncii, Protecției Sociale și Familiei                       | Valentina Buliga         | Valentina Buliga (2014-03-11)                                          | PDM         | 14 ianuarie 2011 | 31 mai 2013      |
| Ministru al Culturii                                                     | Boris Focșa              |                                                                        | PDM         | 14 ianuarie 2011 | 31 mai 2013      |
| Ministru al Transporturilor și Infrastructurii Drumurilor                | Anatol Șalaru            |                                                                        | PL          | 14 ianuarie 2011 | 31 mai 2013      |
| Ministru al Justiției                                                    | Alexandru Tănase         | Alexandru Tănase                                                       | PLDM        | 14 ianuarie      | 6 mai 2011       |
| Ministru al Justiției                                                    | Oleg Efrim               | Oleg Efrim                                                             | PLDM        | 6 mai 2011       | 31 mai 2013      |
| Ministru al Afacerilor Interne                                           | Alexei Roibu             |                                                                        | PLDM        | 14 ianuarie 2011 | 24 iulie 2012    |
| Ministru al Afacerilor Interne                                           | Dorin Recean             |                                                                        | PLDM        | 24 iulie 2012    | 31 mai 2013      |
| Ministru al Tehnologiei Informației și Comunicațiilor                    | Pavel Filip              | Pavel Filip (11322438465) cropped                                      | PDM         | 14 ianuarie 2011 | 31 mai 2013      |
| Ministru al Apărării                                                     | Vitalie Marinuța         | Vitalie Marinuța                                                       | PL          | 14 ianuarie 2011 | 31 mai 2013      |
| Ministru al Tineretului și Sportului                                     | Ion Cebanu               | Ion Cebanu                                                             | PL          | 14 ianuarie 2011 | 7 februarie 2013 |
| Ministru al Tineretului și Sportului                                     | Octavian Țîcu            | Octavian Țîcu                                                          | PL          | 26 februarie     | 31 mai 2013      |
| Membri ex-officio                                                        |                          |                                                                        |             |                  |                  |
| Președinte al Academiei de Științe a Moldovei                            | Gheorghe Duca            | Flickr - Ion Chibzii - The president of Academy of Sciences of Moldova | Independent | 14 ianuarie 2011 | 31 mai 2013      |
| Guvernator (Bașcan) al UTA Găgăuzia                                      | Mihail Formuzal          | Михаил Формузал                                                        | PRM         | 14 ianuarie 2011 | 31 mai 2013      |

## Legături externe
- Guvernul Filat - 2 Arhivat în 24 iunie 2015, la Wayback Machine. pe interese.md

| Predecesor: Guvernul Vlad Filat (1) | Guvernul Vlad Filat (2) 14 ianuarie 2011 — 30 mai 2013 | Succesor: Guvernul Iurie Leancă |